# دورين سيمونز
دورين سيمونز (بالإنجليزية: Doreen Simmons)‏ هي معلقة رياضية بريطانية، ولدت في 29 مايو 1932 في نوتنغهام في المملكة المتحدة، وتوفيت في 23 أبريل 2018 في سوميدا في اليابان.